# Talulah Riley
Talulah Jane Riley-Milburn (Hertfordshire, 26 de setembro de 1985), mais conhecida como Talulah Riley, é uma atriz britânica.

## Início da vida
Riley cresceu em Hemel Hempstead em Hertfordshire, é filha de Una Riley, fundadora de sistemas de segurança de empresas, e o de Doug Milburn, antigo chefe do National Crime Squad. Seu pai trabalha como roteirista e escreveu episódios de Silent Witness, Prime Suspect e The Bill. Enquanto atuava em Londres, estudou e se formou em Ciências Naturais na Universidade Aberta.

## Carreira

### Televisão
As participações de Riley na televisão incluem episódios de Poirot (2003), Marple (2006), Doctor Who (2008 "Silêncio na Biblioteca", "Floresta dos Mortos"), e Westworld (2016).

### Teatro
Riley fez sua estreia nos palcos em The Philadelphia Story no Old Vic em 2005. Seu desempenho em 2006 revivendo Tennessee Williams em Verão e Fumo foi descrito pelo crítico de Rachel Read como sendo ..."delicioso".

### Filme
Riley estreou no cinema em 2005 na adaptação de Pride and Prejudice, e em seguida foi a protagonista de St Trinian's em 2007, que ganhou uma continuação em 2009, St. Trinian's: The Legend of Fritton's Gold. Em 2010, apareceu como um disfarce usado por Tom Hardy em Inception, e foi a atriz principal de A Casa de Verão.

### Outros
Ela foi em Março de 2010 capa da revista Esquire.
Em 2011, ela foi nomeada Brit to Watch pela Academia Britânica de Artes cinematográficas e Televisivas.

## Vida pessoal
Em 2008, Riley começou a namorar o bilionário Elon Musk e em 2010 eles se casaram. Em janeiro de 2012, Musk anunciou que ele havia terminado os seus quatro anos de relacionamento com Riley. Em Março de 2012, Musk foi em busca do divórcio.
No entanto, em julho de 2013, Musk e Riley se casaram novamente. Em uma entrevista, em 2014, o casal declarou que tinham se reconciliado e foram morar juntos novamente, junto com os cinco filhos de Musk, do seu primeiro casamento com o escritora Justine Musk. Em 31 de dezembro de 2014, a Associated Press informou que Musk tinha pedido o divórcio; no entanto, a ação foi retirada. Foi noticiado que Riley estava vivendo separada de Musk, e foi realizado outro pedido de divórcio. O divórcio foi finalizado em outubro de 2016.
Desde julho de 2022, está em um relacionamento com o também ator Thomas Brodie-Sangster. O casal se casou em 22 de junho de 2024 em Hertfordshire, Reino Unido.

## Filmografia

### Filme
| Ano  | Título                                       | Personagem              | Notas              |
| ---- | -------------------------------------------- | ----------------------- | ------------------ |
| 2005 | Pride & Prejudice                            | Mary Bennet             |                    |
| 2007 | St Trinian's                                 | Annabelle Fritton       |                    |
| 2007 | Friends Forever                              | Grace                   | Pequeno filme      |
| 2007 | Wilder                                       | Carro                   |                    |
| 2009 | The Boat That Rocked                         | Marianne                |                    |
| 2009 | The Summer House                             | Jane                    | Curta-metragem     |
| 2009 | St Trinian's 2: The Legend of Fritton's Gold | Annabelle Fritton       |                    |
| 2010 | Inception                                    | Blonde Woman            |                    |
| 2010 | Love & Distrust                              | Jane                    |                    |
| 2011 | The Dilemma                                  | Concept Car Spokesmodel |                    |
| 2011 | Revenge of the Electric Car                  | Herself                 | Documentário       |
| 2012 | The Knot                                     | Alexandra               |                    |
| 2012 | White Frog                                   | Ms. Lee                 |                    |
| 2012 | Transmission                                 | TBA                     |                    |
| 2013 | The Liability                                | The Girl                |                    |
| 2013 | In a World...                                | Pippa                   |                    |
| 2013 | Thor: The Dark World                         | Asgardian Nurse         |                    |
| 2014 | Submerged                                    | Jessie                  |                    |
| 2015 | Scottish Mussel                              | Beth                    | Escritora/diretora |
| 2015 | The Bad Education Movie                      | Phoebe                  |                    |

### Televisão
| Ano     | Título           | Função                | Notas                                                       |
| ------- | ---------------- | --------------------- | ----------------------------------------------------------- |
| 2003    | Poirot           | Jovem Angela Warren   | Episódio: "Os Cinco Porquinhos"                             |
| 2006    | Marple           | Megan Caçador         | Episódio: "O Dedo Em Movimento"                             |
| 2007    | Quase Famosos    | Lila Reed             | 6 episódios                                                 |
| 2008    | Phoo Ação        | Senhora Elenor Rigsby | Cancelada antes de broadcast                                |
| 2008    | Doctor Who       | Miss Evangelista      | Episódios: "o Silêncio na Biblioteca"/"Floresta dos Mortos" |
| 2008    | O Gemma Fator De | Nell                  | Cenas que não transmissão                                   |
| 2016-18 | Westworld        | Angela                | 12 episódios                                                |